# Centralbalkan Nationalpark
Centralbalkan Nationalpark  ligger i hjertet af Bulgarien, midt i de centrale og højere dele af Balkanbjergene. Parken har usædvanlige og udryddelsestruede dyrearter, et økosystem med biologisk mangfoldighed, såvel som historiske steder af kulturel og videnskabelig værdi på globalt niveau.

## Historie
Centralbalkan Nationalpark blev oprettet i 1991 for at bevare de unikke naturpanoramaer og naturarven og beskytte lokalbefolkningens vaner og levevis. Parken ledes af en regional gruppe under Miljø og Vanddepartementet, og de engagerer lokale organisationer, frivillige og fjeldentusiaster for at nå sit mål.

### Parkstatistik
- Areal: 71.669,5 hektar
- Total længde: 85 km
- Gennemsnitlig bredde: 10 km
- Højeste bjerg: Botev på   2.376 meter over havet
- Laveste sted : nær Karlovo, omkring 500 meter over havet
- Skovdækket areal: 44.000,8 hektar
- Træfrit areal: 27.668,7 hektar
- 70% af alle økosystemer er naturlige
- Der er 9 naturreservater, med et samlet areal på 20.019 hektar

## Beskyttet område
Centralbalkan Nationalpark er et af de største og mest værdifulde af Europas beskyttede områder. IUCN har oplistet parken i kategori 2. Parken og otte af dens naturreservater er på FNs liste over repræsentative beskyttede områder og fire af naturreservaterne er biosfærereservat.  Hele området er en del af  Natura 2000-netværket.

## Økosystem
Regnskov med birketræ, gran, fyrretræ, avnbøg og vintereg dækker hovedparten af parken. Mere end halvdelen af Bulgariens flora er blevet fundet i parken og af disse er 10 arter og 2 underarter endemiske og findes kun her. Der er fundet over 130 højere plante- og dyrearter som er rødlistede i nationalparken.
Der findes 166 kendte lægeurtarter, 12 er juridisk beskyttede. Ud over dette findes 229 mosarter, 256 svampearter og 208 algearter. De centrale dele af Balkanbjergene er hjem for 70% af alle hvirvelløse organismer og 62% af alle hvirveldyr.[kilde mangler] Her findes også 224 separate fuglearter, som gør Central Balkans nationalpark til et vigtigt, internationalt fuglebeskyttelsesområde.
Det EU-grundlagte projekt CORINE BIOTOPS skabte en metodik for habitatklassificering og 49 af habitattyperne findes i nationalparken. Af disse er 24 på listen over truede habitater,  hvilke har brug for særlige beskyttelsesmål ifølge Konventionen om bevarelse af europæiske, vilde dyr og planter og naturlige habitater.

## Terræn
Parkens terræn omfatter store højt beliggende enge, vertikale klippevægge, skrænter, dybe kløfter, vandfald såvel som et antal bjergtoppe, hvor 20'ere ligger i en højde af 2.000 meter eller højere. Central Balkan Nationalpark er en yndlingsplads for turister, biologer og lignende forskere.[kilde mangler]

## Forslag til verdensarv
Centralbalkan Nationalpark blev 1. oktober 1984 opstillet på Bulgariens liste over forslag til verdensarv, den såkaldte "den tentative liste". 